# Bill Shipsey
Bill Shipsey (Waterford, 22 de juny de 1958) és un activista irlandès pels drets humans, productor d'esdeveniments, consultor, barrister i fundador de l'Art for Amnesty (programa artístic de l'associació Amnistia Internacional). Shipsey va estudiar a la National School de Dunmore East, la formació secundària a Castleknock College de Dublín. A la universitat va estudiar una llicenciatura de dret civil a la University College Dublin del 1976 al 1979 i a King's Inns Dublin del 1979 al 1980.
El gener de 2021, fou una de les 50 personalitats que signar el manifest «Dialogue for Catalonia», promogut per Òmnium Cultural i publicat a The Washington Post i The Guardian, a favor de l'amnistia dels presos polítics catalans i del dret d'autodeterminació en el context del procés independentista català. Els signants lamentaren la judicialització del conflicte polític català i conclogueren que aquesta via, lluny de resoldre'l, l'agreuja: «ha comportat una repressió creixent i cap solució». Alhora, feren una crida al «diàleg sense condicions» de les parts «que permeti a la ciutadania de Catalunya decidir el seu futur polític» i exigiren la fi de la repressió i l'amnistia per als represaliats.